# Zana Allée
Zana Allée (Duhok, 1 maart 1994) is een Frans-Irakees voetballer die bij voorkeur als vleugelspeler speelt. Hij speelt bij Stade Rennais, waar hij doorstroomde vanuit de jeugdopleiding.

## Carrière
Alée komt uit de jeugdopleiding van Stade Rennais. Hij debuteerde 10 augustus 2013 in de Ligue 1 tegen Stade Reims. Sindsdien speelde hij twee wedstrijden. Hij heeft een doorlopend contract tot medio 2014. Hij kwam zesmaal in actie voor Frankrijk -16 en tweemaal voor Frankrijk -18. Zijn laatste interland dateert reeds van 22 maart 2012.
1 Gallon ·
2 Hateboer ·
3 Truffert ·
4 Wooh ·
5 Theate ·
6 Matusiwa ·
7 Grønbaek ·
8 Santamaria ·
9 Kalimuendo ·
10 Gouiri ·
11 Blas ·
14 Bourigeaud ·
22 Assignon ·
23 Omari ·
28 Kamara ·
30 Mandanda  ·
33 D. Doué ·
34 Salah ·
36 Seidu ·
38 Jaouab ·
39 Lambourde ·
40 Lembet ·
41 Do Marcolino ·
43 Nagida ·
55 Østigård ·
80 Alemdar ·
Coach: Génésio
· Keeperstrainer: Sorin